# How Sweet
«How Sweet» es una canción del grupo femenino surcoreano NewJeans. Fue lanzada por ADOR como un sencillo en CD el 24 de mayo de 2024, junto con el lado B, «Bubble Gum». NewJeans comenzó a promocionar el sencillo en abril de 2024, lanzando el video musical de «Bubble Gum» en YouTube, presentando la versión en japonés de la canción en anuncios y programas de televisión en Japón, y presentándose en programas de música y programas de variedades en Corea del Sur. 

## Antecedentes
Tras su debut en 2022, el grupo surcoreano NewJeans obtuvo un gran éxito internacional en 2023 con el lanzamiento del álbum sencillo OMG y su segundo EP, Get Up. En enero de 2023, NewJeans entró al Billboard Hot 100 por primera vez, con los sencillos «Ditto» y «OMG». En Corea del Sur, «Ditto» se convirtió en la canción más exitosa del año, llegando a encabezar el Circle Digital Chart durante un récord de 13 semanas, obteniendo numerosos reconocimientos, y presentando la tendencia del breakbeat en la industria musical del K-pop. Get Up, lanzado en julio de 2023, estableció a NewJeans como uno de los actos musicales más prominentes a nivel internacional, convirtiéndose en el primer álbum del grupo en entrar al puesto número uno en el Billboard 200, vendiendo más de dos millones de copias, y siendo nombrado entre los mejores álbumes de 2023 por varios medios.

## Música y letra
"How Sweet" es una canción de pop con letras en inglés y coreano. Antes de su lanzamiento, NewJeans describió "How Sweet" como una canción de Miami bass.

## Recepción
Tássia Assis, de NME, elogió la continuación del estilo característico del grupo, que mezcla influencias Y2K con elementos frescos. Assis sugiere que la canción se siente como una incorporación segura, incluso tibia, a su discografía. Aunque es disfrutable y encaja bien con sus trabajos anteriores, el lanzamiento carece de la innovación e impacto de sencillos previos como "Hype Boy" o "Ditto". Jeff Benjamin la incluyó en su lista de “las 20 mejores canciones de K-pop de 2024 hasta ahora”. Elogió el tema como un refrescante himno de desamor con una sensación veraniega y ligera, destacando las armonías del grupo y cómo la canción se vuelve más pegadiza con cada escucha. "How Sweet" apareció en el puesto 35 de la lista de las mejores canciones de 2024 de The Fader.

## Listas

### Listas semanales
| Lista (2024)                                   | Posición más alta |
| ---------------------------------------------- | ----------------- |
| Argentina (Argentina Hot 100)                  | 79                |
| Australia (ARIA Charts)                        | 87                |
| Canadá (Canadian Hot 100)                      | 67                |
| Croacia (Top of the Shops)                     | 9                 |
| Global 200 (Billboard)                         | 15                |
| Hong Kong (Billboard)                          | 1                 |
| Japón (Billboard Japan Hot 100)                | 14                |
| Japón (Japan Combined Singles – Oricon)        | 6                 |
| Malasia (Billboard)                            | 10                |
| Malasia International (RIM)                    | 7                 |
| Países Bajos (Global Top 40)                   | 17                |
| Nueva Zelanda (NZ Hot Singles)                 | 4                 |
| Nigeria (Top 100 Albums – TurnTable)           | 38                |
| Singapur (RIAS)                                | 5                 |
| Corea del Sur (Circle)                         | 2                 |
| Álbumes en Corea del Sur (Circle)              | 1                 |
| Suecia (Sverigetopplistan – Álbumes físicos)   | 20                |
| Taiwán (Billboard)                             | 1                 |
| Reino Unido (UK Download Singles)              | 25                |
| Reino Unido (UK Singles Sales – OCC)           | 27                |
| EE. UU. (Bubbling Under Hot 100 – Billboard)   | 12                |
| EE. UU. (World Digital Song Sales – Billboard) | 4                 |

### Listas mensuales
| Lista (2024)                      | Posición más alta |
| --------------------------------- | ----------------- |
| Japón (Oricon)                    | 16                |
| Corea del Sur (Circle)            | 2                 |
| Álbumes en Corea del Sur (Circle) | 3                 |

### Listas de fin de año
Lista de fin de año de 2024
| Lista (2024)                      | Posición |
| --------------------------------- | -------- |
| Japón (Oricon)                    | 90       |
| Corea del Sur (Circle)            | 9        |
| Álbumes en Corea del Sur (Circle) | 23       |

## Premios
| Programa         | Fecha               | Ref.   |
| ---------------- | ------------------- | ------ |
| Show Champion    | 29 de mayo de 2024  | [ 35 ] |
| Music Bank       | 31 de mayo de 2024  | [ 36 ] |
| Show! Music Core | 8 de junio de 2024  | [ 37 ] |
| Show! Music Core | 15 de junio de 2024 | [ 38 ] |
| Show! Music Core | 22 de junio de 2024 | [ 39 ] |

## Certificaciones
| Región               | Certificación | Unidades   |
| -------------------- | ------------- | ---------- |
| Corea del Sur (KMCA) | Millón        | 1,000,000  |
| Streaming            |               |            |
| Japón (RIAJ)         | Oro           | 50,000,000 |

## Historial de lanzamientos
| Región         | Fecha              | Formato                     | Ref.   |
| -------------- | ------------------ | --------------------------- | ------ |
| Varios         | 24 de mayo de 2024 | Descarga digital, streaming | [ 42 ] |
| Corea del Sur  | 24 de mayo de 2024 | CD                          | [ 43 ] |
| Estados Unidos | 24 de mayo de 2024 | CD                          | [ 43 ] |